# Wilfrid Schulz
Wilfrid Schulz (* 9. Oktober 1928 in Hamburg; † 26. August 1992) war ein deutscher Unternehmer im Hamburger Vergnügungs- und Gastgewerbe sowie Boxveranstalter. Er wurde 1984 wegen Steuerhinterziehung, Förderung der Prostitution und anderer Delikte zu dreieinhalb Jahren Gefängnis verurteilt.

## Leben
Schulz wuchs im Hamburger Stadtteil St. Pauli auf, wo seine Eltern eine Kneipe betrieben. Er beendete die Schule mit der Mittleren Reife und arbeitete im Hamburger Hafen als Kistenschlepper. Schulz arbeitete sich später im Hamburger Vergnügungsviertel hoch, war Nachtportier, später Pächter im Gastgewerbe und dann Eigentümer von Nachtklubs. In der zweiten Hälfte der 1960er Jahre vertrieb er mit Gewalt österreichische Zuhälter, die sich in der Hansestadt breitmachen wollten, und wurde dadurch „die unangefochtene Nummer eins im Hamburger Rotlichtmilieu“. 1970 zog er sich weitgehend aus den Geschäften im Stadtteil St. Pauli zurück und betrieb am Steindamm in Hamburg-St. Georg das Tanzlokal Café Cherie. Des Weiteren betätigte er sich im Glückspielgewerbe und besaß Casinos. Er bewohnte eine Villa im Stadtteil Blankenese. Das Nachrichtenmagazin Der Spiegel beschrieb Schulz’ Aufstieg mit den Worten „vom Bananenschlepper zum Millionär“.
Schulz veranstaltete ab 1972 Profiboxabende, teils mit Europameisterschaftskämpfen sowie Kämpfen um deutsche Meistertitel, unter anderem in Hamburg in der Ernst-Merck-Halle, der Sporthalle Hamburg, dem CCH sowie in der Ostseehalle Kiel. Er arbeitete unter anderem mit Boxpromoter Willy Zeller zusammen. Zu den namhaften Boxern, die auf Schulz’ Veranstaltungen zum Einsatz kamen, gehörten Lothar Abend, Karl-Heinz Klein, Frank Wissenbach, Frank Reiche und Louis Pergaud. Einige der Boxer betreute Schulz auch selbst als Manager. Im Mai 1974 wurde er vom Bund Deutscher Berufsboxer (BDB) mit der goldenen Verdienstnadel ausgezeichnet. 1976 wollte er in einem Boxkampf zwei Frauen mit US-Lizenz in Deutschland gegeneinander antreten lassen, was der Bund Deutscher Berufsboxer jedoch untersagte. Für Aufsehen sorgte im Mai 1977 die in Hamburg veranstaltete „Box-Gala ’77“, bei der er Profisport als gesellschaftliches Ereignis in Szene setzte und dazu Prominente wie Horst Frank, Katja Ebstein, Martin Jente und Roberto Blanco als Gäste präsentierte. Die Veranstaltung wurde vom Fernsehsender N3 sowie teils auch von der ARD übertragen. Schulz verfolgte eigener Aussage nach das Ziel, „das Boxen wieder gesellschaftsfähig“ zu machen. Der Hamburger Justiz zufolge versuchte Schulz mit der Box-Gala, höhere Gesellschaftskreise anzusprechen und sich vom Rotlichtmilieu zu entfernen. Nach Einschätzung der Ermittler misslang dies, die Veranstaltung wurde von Ermittlern „als Treffen der Halbwelt“ und als einer „der größten Ganovenbälle, der wohl jemals in Deutschland stattgefunden hat“, eingestuft. Im Januar 1979 hob er aufgrund des Streits der beiden konkurrierenden deutschen Profiboxverbände BDB und VdF sämtliche Arbeitsverhältnisse mit Boxern, die bei ihm unter Vertrag standen, auf.
Schulz trug wegen seines als eitel beschriebenen Auftretens den Spitznamen „Frida“, der ihm in Anspielung auf eine Blumenfrau gegeben worden war. Er verabscheute den Namen jedoch und reagierte gewalttätig, wenn er mit „Frida“ angesprochen wurde. Zu Schulz’ Markenzeichen gehörte sein gepflegtes Erscheinungsbild samt Anzug mit breiten Streifen, Schuhen aus Krokodilleder und Zigarre. Schulz sei der Mann gewesen, der „auf St. Pauli das Sagen hatte“, schätzte Rüdiger Bagger (Staatsanwalt in Hamburg zwischen 1978 und 2008) die Stellung des Unternehmers im Rotlichtmilieu der Hansestadt ein. Laut Hamburger Abendblatt ging Schulz „als einer der wichtigsten Drahtzieher im Geschäft um Sex und Glücksspiel“ in die Hamburger Kriminalgeschichte ein. Er wurde als „Pate von St. Pauli“ und „eine der farbigsten Figuren in der Hamburger Vergnügungs-Szene“ beschrieben. Schulz zeichnete sich laut Hamburger Morgenpost durch einen kühlen Verstand und ein betont höfliches Auftreten aus. Einem Bericht von Spiegel TV zufolge soll Schulz kriminelle Strukturen aufgebaut haben, die bis in die Vereinigten Staaten reichten. Das Hamburger Abendblatt berichtete im Juni 2007 im Artikel „Als die Mafia nach Hamburg kam“ über Indizien, dass Schulz über Kontakte zur US-Mafia verfügte, er seine Aufenthalte in den Vereinigten Staaten aber als Geschäftsreisen für seine Tätigkeit als Boxmanager getarnt habe. Der US-Bundespolizei FBI zufolge bestand des Weiteren telefonischer Kontakt zwischen Schulz und Mafiamitgliedern in den Vereinigten Staaten. Der Vorwurf, Schulz habe unter anderem hochrangige Polizisten mit Sexvideos erpresst, konnte ihm trotz mehrerer Hinweise nie nachgewiesen werden. Nach Einschätzung des Nachrichtenmagazins Der Spiegel habe die Hamburger Justiz Schulz „oftmals vergebens als Unterwelt-Boß zu überführen versucht“. Laut Schätzung der Zeitung Die Zeit wurde Schulz bis 1984 rund 50 Mal von der Polizei festgenommen. Nach Ermittlungen der Hamburger Polizei bestand in der Rotlichtszene ein „Gericht“, um interne Streitigkeiten zu klären, Schulz habe dabei als Vorsitzender gewirkt. Gemäß Informationen der Hamburger Justiz wurde Schulz mehrfach durch Gewaltandrohungen auffällig.
1980 wurden im Rahmen einer Sonderkommission Korruptionsermittlungen über mögliche Verbindungen zwischen Schulz und einem Kriminaldirektor der Hamburger Polizei durchgeführt. Über diesen Beamten soll Schulz Einfluss auf die Hamburger Polizei genommen haben. Beweise für gemeinsame Machenschaften des Unternehmers und des hochrangigen Polizisten gab es letztlich aber nicht. Die Frankfurter Allgemeine Zeitung beschrieb Schulz als einen Mann, dem „vieles zuzutrauen, doch wenig nachzuweisen“ gewesen sei.
1977 war Schulz im Rahmen der Ermittlungen in Untersuchungshaft gekommen, hatte das Gefängnis im Dezember desselben Jahres aber gegen eine Kaution von 1,3 Millionen DM verlassen dürfen.  Anfang Februar 1981 wurde Schulz vom Hamburger Landgericht wegen „fortgesetzter Steuerhinterziehung“ zu einer Bewährungsstrafe von einem Jahr sowie einer Strafzahlung in Höhe von 36.000 DM verurteilt. Er hatte gestanden, 600.000 DM Einnahmen nicht angegeben zu haben.
1981 hörte die Polizei Schulz unrechtmäßig mit Wanzen ab, was in der Hamburger Politik zum sogenannten Polizei-Skandal führte, auch da ein Staatsrat das Vorgehen gebilligt hatte. Ab Herbst 1981 wurden die Fernsprecher von Schulz und seinem Mitarbeiter Uwe Carstens (Milieuname: „Dakota-Uwe“) mit richterlicher Genehmigung von der Polizei überwacht. Anfang November 1982 wurde Schulz im Rahmen eines Großeinsatzes der Polizei festgenommen, ihm wurden die Bildung einer kriminellen Vereinigung, Förderung der Prostitution, Rauschgiftvergehen sowie Steuerbetrug vorgeworfen. Er saß anschließend 14 Monate lang in Isolierhaft und musste sich ab Dezember 1983 schließlich wegen der Vorwürfe der Steuerhinterziehung, der Förderung der Prostitution, der Beihilfe zur Urkundenfälschung sowie einer falschen eidesstattlichen Versicherung vor Gericht verantworten. Mitte April 1984 wurde Schulz vom Hamburger Landgericht wegen Steuerhinterziehung in fünf Fällen, Förderung der Prostitution, Anstiftung zur Falschaussage sowie Begünstigung und Beihilfe zur Urkundenfälschung zu dreieinhalb Jahren Gefängnis verurteilt. Sein Lokal Café Chérie wurde geschlossen. Nach Ansicht der Richter förderte und regelte Schulz das Treiben der Huren im Café Chérie. Zudem habe ein enger Kontakt zwischen dem Lokal und einem Stundenhotel bestanden, an dem Schulz nach Überzeugung des Gerichts beteiligt war.
An den Filmen Polizeirevier Davidswache und Die Engel von St. Pauli war Schulz als Berater beteiligt.
Schulz starb am 26. August 1992 an Krebs. Er wurde auf dem Friedhof in Hamburg-Blankenese bestattet.